# 当皮埃尔昂格拉赛
当皮埃尔昂格拉赛（法語：Dampierre-en-Graçay，法語發音：[dɑ̃pjɛʁ ɑ̃ ɡʁasɛ]）是法国谢尔省的一个市镇，位于该省西部，属于维耶尔宗区。

## 地理
当皮埃尔昂格拉赛（47°10'47"N, 1°56'34"E）面积9.38 平方千米，位于法国中央-卢瓦尔河谷大区谢尔省，该省份为法国中部省份，北起卢瓦雷省，西接卢瓦-谢尔省和安德尔省，南至克勒兹省，东南接阿列省，东临涅夫勒省。
与当皮埃尔昂格拉赛接壤的市镇（或旧市镇、城区）包括：热努伊、马赛、诺昂昂格拉赛、普雷河畔圣乔治。

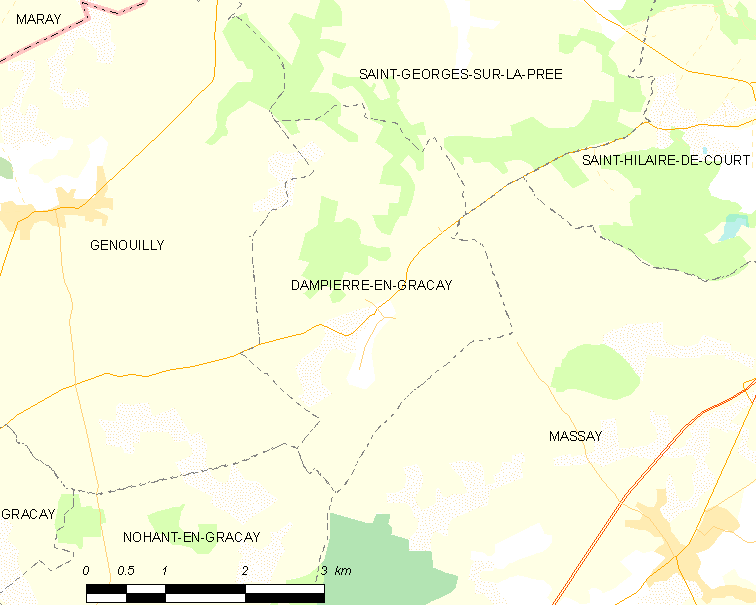
当皮埃尔昂格拉赛的OSM定位图

当皮埃尔昂格拉赛的时区为UTC+01:00、UTC+02:00（夏令时）。

## 行政
当皮埃尔昂格拉赛的邮政编码为18310，INSEE市镇编码为18085。

## 政治
当皮埃尔昂格拉赛所属的省级选区为维耶尔宗第二县。

## 人口

1962-2008年间当皮埃尔昂格拉赛人口变化图示

当皮埃尔昂格拉赛于2022年1月1日时的人口数量为248人。